# Ordovici

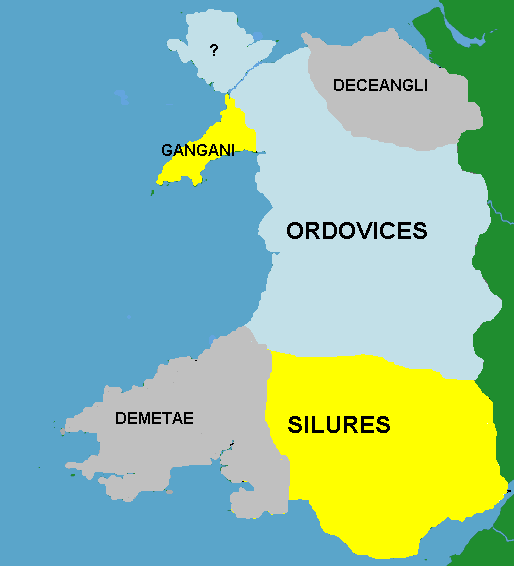
Tribù del Galles al tempo dell'invasione romana. I loro confini sono ipotetici.

Gli Ordovici erano una tribù celtica della Britannia prima dell'invasione romana, il cui territorio si estendeva tra i Siluri a sud e i Deceangli a nord-est. Furono sottomessi Gneo Giulio Agricola nel 77/78 d.C.
Il nome Ordo-vic- probabilmente significa "coloro che combattono con il martello".
Erano agricoltori e pastori, ma avevano una forte tradizione militare. Vivevano in fortezze collinari. Furono tra i pochi popoli britannici a opporsi all'invasione romana. La resistenza fu soprattutto organizzata dal capo Carataco, esiliato nelle loro terre dopo la sconfitta della sua tribù nella Battaglia di Medway. Divenne il signore degli Ordovici e dei Siluri e nemico pubblico dei Romani. Dopo la Battaglia di Caer Caradock, dove il governatore Publio Ostorio Scapula sconfisse Carataco, gli Ordovici cessarono di essere una minaccia per Roma. Però si ribellarono alcuni anni dopo all'occupazione delle legioni e distrussero uno squadrone di cavalleria. Ciò provocò la dura reazione di Agricola, che, secondo Tacito, sterminò l'intera tribù. Da questo momento scomparvero dalla storia. Il loro nome resta nel luogo chiamato Dinorwig ("Forte degli Ordovici"), nel Galles settentrionale.
Proprio da questo popolo prende il nome il periodo geologico detto ordoviciano, che fu descritto per la prima volta da Charles Lapworth nel 1879, che si basò sull'analisi delle rocce del territorio di questa tribù.